# Xanthorhoe fasciata
Xanthorhoe fasciata är en fjärilsart som beskrevs av Tutt 1896. Xanthorhoe fasciata ingår i släktet Xanthorhoe och familjen mätare. Inga underarter finns listade i Catalogue of Life.